# Episodi di The Twilight Zone (serie televisiva 2019) (prima stagione)
La prima stagione della serie televisiva The Twilight Zone, composta da 10 episodi, viene distribuita negli Stati Uniti su CBS All Access dal 1º aprile al 30 maggio 2019.
In Italia la stagione è inedita.
| nº | Titolo originale         | Titolo italiano | Pubblicazione USA | Prima TV Italia |
| -- | ------------------------ | --------------- | ----------------- | --------------- |
| 1  | The Comedian             |                 | 1º aprile 2019    |                 |
| 2  | Nightmare at 30,000 Feet |                 | 1º aprile 2019    |                 |
| 3  | Replay                   |                 | 11 aprile 2019    |                 |
| 4  | A Traveler               |                 | 18 aprile 2019    |                 |
| 5  | The Wunderkind           |                 | 25 aprile 2019    |                 |
| 6  | Six Degrees of Freedom   |                 | 2 maggio 2019     |                 |
| 7  | Not All Men              |                 | 9 maggio 2019     |                 |
| 8  | Point of Origin          |                 | 16 maggio 2019    |                 |
| 9  | The Blue Scorpion        |                 | 23 maggio 2019    |                 |
| 10 | Blurryman                |                 | 30 maggio 2019    |                 |

## The Comedian
- Diretto da: Owen Harris
- Scritto da: Alex Rubens

### Trama
Prendendo spunto da un famoso comico, un comico prende in giro la propria vita, con risultati inaspettati.
- Altri interpreti: Kumail Nanjiani (Samir Wassan), Amara Karan (Rena), Tracy Morgan (J.C. Wheeler), Diarra Kilpatrick (DiDi Scott), Toby Hargrave (Joe Donner).

## Nightmare at 30,000 Feet
- Diretto da: Greg Yaitanes
- Scritto da: Glen Morgan e Marco Ramirez

### Trama
Justin Sanderson, giornalista che soffre di disturbo da stress post-traumatico, si imbarca sul volo 1015 della Northern Goldstar Airlines da Washington a Tel Aviv. Poco prima del decollo, Justin trova un lettore MP3 nella tasca del sedile e scopre che contiene un podcast che ruota attorno al "mistero del volo 1015 della Northern Gold Flight", che è scomparso per un'ora durante il volo. Mentre il podcast descrive accuratamente gli eventi che coinvolgono i suoi compagni di viaggio, Justin si destrezza controllando i suoi nervi e confidandosi con Joe Beaumont, un ex pilota che sembra essere l'unica persona che gli crede. Cerca di utilizzare gli indizi del podcast per scongiurare il disastro, ma ogni tentativo si traduce in membri dell'equipaggio e passeggeri irritati. Joe poi convince Justin per aiutarlo ad accedere ai comandi del volo in modo che possa atterrare in sicurezza in Canada. I due compiono la loro missione ma Justin capisce all'ultimo minuto che Joe è responsabile per l'incidente. Svegliandosi su un atollo, Justin scopre tramite il podcast che tutti sono sopravvissuti mentre lui è considerato disperso. Gli altri sopravvissuti continuano a circondare Joe e lo picchiano a morte, affermando che stava cercando di salvarli.
- Interpretato da: Adam Scott (Justin Sanderson), Chris Diamantopoulos (il pilota), Katie Findlay (Hostess), Nicholas Lea (Capitano Donner), Nabil Ayoub (Fawwaz Khalidi), J. Cameron Barnett (Nick), Alex Bogomolov (Borya), Arkie Kandola (Omesh Singh), Tarun Keram (Tanveera Singh), Hana Kinani (Sadeen Khalidi), Keith MacKechnie (Howard Clark), Jaymee Mak (Mia), Alexander Mandra (Igor Orlov).
- Note: L'episodio è un remake di Incubo a 20.000 piedi del 1963.

## Replay
- Diretto da: Gerald McMurray
- Scritto da: Selwyn Seyfu Hinds

### Trama
Nina Harrison scopre, mentre è in un autogrill con suo figlio Dorian, studente universitario, che la sua vecchia cinepresa di famiglia ha il potere di riportare indietro il tempo solo premendo il pulsante di riavvolgimento e che solo lei può farlo. Userà il suo potere per proteggersi da un malvagio poliziotto razzista.
- Altri interpreti: Sanaa Lathan, Damson Idris, Glenn Fleshler, Steve Harris

## A Traveler
- Diretto da: Ana Lily Amirpour
- Scritto da: Glen Morgan

### Trama
Dopo che la sergente di polizia dell'Alaska Yuka Mongoyak ha arrestato il fratello Jack per una "tradizione" natalizia che lei, come nativa del posto, odia, scopre che un altro individuo si è materializzato nelle celle della stazione di polizia. Si chiama A. Traveler e sostiene di essere arrivato lì per le famose feste natalizie della città, ma Yuka non è convinta, specie quando Traveler dà informazioni molto riservate sugli abitanti del paesino. Fino ad arrivare a una strabiliante conclusione.
- Altri interpreti: Steven Yeun, Marika Sila, Patrick Gallagher, Greg Kinnear

## The Wunderkind
- Diretto da: Richard Shepard
- Scritto da: Andrew Guest

### Trama
Colpito dall'autenticità ed influenza di Oliver Foley, un piccolo YouTuber undicenne che vuole diventare Presidente degli Stati Uniti, l'incaricato delle campagne elettorali Raff Hanks lo prende a cuore e inizia a battersi affinché il piccolo diventi davvero presidente.
Quando Oliver viene eletto presidente degli Stati Uniti d'America, ben presto inizierà a comportarsi da dittatore arrivando persino a mettere alla berlina lo stesso Raff, che così capirà in quale incubo ha gettato il suo Paese.
- Altri interpreti: John Cho (Raff Hanks), Jacob Tremblay (Oliver Foley), Kimberley Sustad

## Not All Men
- Diretto da: Christina Coe
- Scritto da: Heather Anne Campbell

### Trama
Annie Miller viene invitata dal collega Dylan a casa sua a vedere una pioggia di meteoriti. Uno dei sassi spaziali cade molto vicino la casa dell'uomo e vanno a prenderlo. Subito dopo essere entrato a contatto col meteorite, Dylan si sente strano. Dopo essere tornati a casa, Dylan prova a baciare Annie venendo respinto da lei. Questo provoca in lui una reazione esagerata, maltrattandola e urlandole in faccia il suo disprezzo. Annie, sconvolta, se ne va. Nei giorni che seguono, strani episodi di violenza si verificano nei luoghi che Annie frequenta. Colpa dei meteoriti, che sono caduti nel vicino fiume, intaccando così la rete idrica e trasformando tutti gli uomini in bestie primitive. Ma non tutti gli uomini, però, sono colpiti da questo fenomeno.
- Altri interpreti: Taissa Farmiga, Rhea Seehorn, Percy Hynes White, Luke Kirby.